# Jon Drummond
Jonathan A. "Jon" Drummond (ur. 9 września 1968) – amerykański lekkoatleta sprinter, zdobywca złotego medalu w sztafecie 4 × 100 metrów na igrzyskach olimpijskich w 2000 w Sydney; wywalczył również srebrny medal w sztafecie 4 × 100 m na igrzyskach olimpijskich w 1996 w Atlancie oraz 2 razy stawał na najwyższym stopniu podium mistrzostw świata – także jako uczestnik sztafety 4 × 100 m.
Rozpoczął karierę międzynarodową zwyciężając w biegu na 200 metrów na uniwersjadzie w 1991 w Sheffield. Zajął 4. miejsce w biegu na 60 m podczas halowych mistrzostw świata w 1993 w Toronto. Na mistrzostwach świata w 1993 w Stuttgarcie wystąpił na 1. zmianie w sztafecie 4 × 100 m, która zdobyła złoty medal (w finale biegła w składzie Drummond, Andre Cason, Dennis Mitchell i Leroy Burrell). Nieudany występ zanotował na mistrzostwach świata w 1995 w Göteborgu. Sztafeta amerykańska, biegnąca w składzie Maurice Greene, Drummond, Tony McCall i Michael Marsh, nie ukończyła biegu eliminacyjnego wskutek złej zmiany między Drummondem a McCallem.
Na igrzyskach olimpijskich w 1996 w Atlancie Drummond odpadł w półfinale biegu na 100 metrów, natomiast sztafeta 4 × 100 z jego udziałem (Jon Drummond, Tim Harden, Michael Marsh i Dennis Mitchell) zdobyła srebrny medal przegrywając ze sztafetą kanadyjską. 
W 1997 roku zdobył, jak się później okazało, swój jedyny indywidualny tytuł mistrzowski w zawodach na stadionie otwartym – zajął pierwsze miejsce na mistrzostwach USA. Na mistrzostwach świata w 1997 w Atenach zajął 7. miejsce w finale biegu na 200 m. Po raz drugi został złotym medalistą w sztafecie 4 × 100 m na mistrzostwach świata w 1999 w Sewilli (w sztafecie amerykańskiej biegli Drummond, Tim Montgomery, Brian Lewis i Maurice Greene).
Na igrzyskach olimpijskich w 2000 w Sydney został mistrzem olimpijskim w biegu sztafetowym 4 × 100 m (skład sztafety w finale: Drummond, Bernard Williams, Brian Lewis i Greene). Indywidualnie zajął 5. miejsce w biegu na 100 m. Na mistrzostwach świata w 2001 w Edmonton wystąpił tylko w eliminacyjnym biegu sztafety 4 × 100 m. Doznał w nim kontuzji i w dalszych biegach nie startował (sztafeta amerykańska wygrała finał, ale została pozbawiona złotego medalu po dyskwalifikacji Tima Montgomery'ego za doping).
Drummondowi przez całą karierę sportową brakowało w kolekcji indywidualnego tytułu zdobytego na ważnej imprezie typu mistrzostwa świata czy igrzyska olimpijskie. Szczególnie już jako weteran bieżni podkreślał, iż jego jedynym celem i marzeniem jest zdobycie indywidualnego medalu. Zapowiadał, że dokona tego na mistrzostwach świata w 2003 w Paryżu, po których miał rozstać się z profesjonalnym uprawianiem sportu. Tak się jednak nie stało. W ćwierćfinale biegu na 100 m Drummond – w bardzo kontrowersyjnych okolicznościach – został zdyskwalifikowany za falstart (jak się okazało – tuż przed startem delikatnie zadrgała mu stopa na bloku startowym, co aparatura uznała jako falstart, choć w rzeczywistości reakcja startowa Drummonda była jak najbardziej prawidłowa). Nie mogąc pogodzić się z werdyktem sędziów, Drummond przez kilkanaście minut okupował bieżnię stadionu w Paryżu. W końcu, ze łzami w oczach i pod presją organizatorów, zszedł do szatni (feralny ćwierćfinał nie mógł jednak być jeszcze przez kolejne kilkadziesiąt minut rozegrany, ponieważ za każdym razem, gdy pozostali zawodnicy podchodzili do bloków startowych, z widowni paryskiego stadionu rozlegała się potężna fala gwizdów niezadowolonej z decyzji sędziów publiczności, która uniemożliwiała normalny start). Drummond miał jeszcze wystartować w sztafecie 4 × 100 m., ale rozbity psychicznie wydarzeniami z ćwierćfinału, ostatecznie zrezygnował z tego zamiaru.
W następnym sezonie (2004) Drummond wznowił treningi, ale słabe rezultaty skłoniły go – w wieku 36 lat – do definitywnego zakończenia kariery sportowej.
Oprócz mistrzostwa USA na 100 m w 1997 Drummond dwukrotnie był także mistrzem USA w hali na dystansie 60 m (w 1993 i 2000). Jego rekord życiowy na 100 m to 9,92 s (1997), natomiast na 200 m – 20,03 (1997). Po zakończeniu kariery zawodnika został trenerem. Jego podopiecznym jest m.in. Tyson Gay.
Drummond śpiewał w chórze gospel "Kirk Franklin & The Family", a ich pierwszy album osiągnął pozycję numer 1 na listach przebojów gospel w 1993 roku.